# 金賛汀
金 賛汀（きん さんてい、キム チャンジョン、朝: 김찬정, 1937年2月26日 -2018年4月2日）は、在日二世のノンフィクション作家。

## 生涯
京都市上京区生まれ。父は1924年、母は1927年に慶尚南道から織物工として働く為、日本にやってきた。両親と母方の祖母、弟、妹の6人暮らしだった。通名は金山（かねやま）で、祖母は汀児（ジョンア）と呼んでいた。1943年に京都市立成逸小学校に入学。1944年に父の仕事の為、石川県江沼郡柴山村（現在の加賀市）に移り、柴山小学校（現在の加賀市立湖北小学校）に転校。南雲忠一の国葬の際、連絡がなく喪章を忘れると、非国民と罵られ殴られた経験がある。
戦後、再び京都の成逸小学校に戻り、小5の春に京都市内の京都市立梅津小学校に転校、小6の時、再び石川県に戻り、片山津小学校、片山津中学校、石川県立大聖寺高等学校を経て、朝鮮大学校に進む。高校では漫画家の竹本みつる（竹本満、1936年12月16日‐、神戸市生まれ、加賀市育ち）と同級生だった。高校時代までは金山賛汀（かねやまさんてい）の通名で、本名を名乗るようになったのは、本名以外厳禁の朝鮮大学校以後のこと。
朝鮮大学校卒業後、統一評論社の編集次長等を経て、ノンフィクション作家。韓国・朝鮮問題のほか、いじめ問題などで著作多数。かつて朝鮮総連に身を置いていたが、金日成や北朝鮮への批判でも知られる。

## 著書
- 『祖国を知らない世代 在日朝鮮人二・三世の現実』田畑書店 1977
- 『雨の慟哭 在日朝鮮人土工の生活史』田畑書店 1979
- 『火の慟哭 在日朝鮮人坑夫の生活史』田畑書店 1980
- 『ぼく、もう我慢できないよ ある「いじめられっ子」の自殺』一光社 1980　のち講談社文庫
- 『続・ぼく、もう我慢できないよ』一光社 1980
- 『遺書のない自殺 「いじめられっ子」の死・高石中学事件』一光社 1981
- 『先生はなぜ見殺しにしたのか』情報センター出版局 1981
- 『いじめられる奴は死んでしまえ 「いじめっ子」の論理と病理』一光社 1982
- 『朝鮮人女工のうた 1930年・岸和田紡績争議』1982 岩波新書
- 『故国からの距離 在日朝鮮人の<日本人>化』田畑書店 1983
- 『浮島丸釜山港へ向かわず』講談社 1984
- 『抵抗詩人尹東柱の死』朝日新聞社 1984
- 『「いじめ」と先生 母と学校の「いじめ」戦争』情報センター出版局 Century press 1985
- 『異邦人は君ケ代丸に乗って 朝鮮人街猪飼野の形成史』1985 岩波新書
- 『甲子園の異邦人』講談社 1985　のち文庫（副題：『「在日」朝鮮人高校野球選手の青春』）
- 『追跡高校中退』講談社 1986
- 『異邦人教師 公立校の朝鮮人教師たち』講談社 1987
- 『「高校」を考える 進学率93%と中退者11万人の亀裂』情報センター出版局 1987
- 『関釜連絡船 海峡を渡った朝鮮人』1988 朝日選書
- 『日の丸と赤い星 中国大陸の朝鮮族を訪ねて』情報センター出版局 1988
- 『「高校」が変わる 親の見栄と子供のコンプレックス』情報センター出版局 1989
- 『シルクロードの朝鮮人 スターリンと日本による一九三七年秋の悲劇』情報センター出版局 1990
- 『パルチザン挽歌 金日成神話の崩壊』御茶の水書房 1992
- 『在日という感動 針路は「共生」』三五館 1994
- 『ある病院と震災の記録 それは神戸朝日病院の悲しみと感動の刻』三五館 1995
- 『在日コリアン百年史』三五館 1997
- 『慟哭の豆満江 中・朝国境に北朝鮮飢民を訪ねて』新幹社 2000
- 『検証・幻の新聞「民衆時報」 ファシズムの台頭と報道の原点』三五館 2001
- 『炎は闇の彼方に 伝説の舞姫・崔承喜』日本放送出版協会 2002
- 『在日、激動の百年』2004 朝日選書
- 『朝鮮総連』2004 新潮新書
- 『拉致 国家犯罪の構図』2005 ちくま新書
- 『在日義勇兵帰還せず 朝鮮戦争秘史』岩波書店 2007
- 『将軍様の錬金術 朝銀破綻と総連ダークマネー』2009 新潮新書
- 『韓国併合百年と「在日」』2010 新潮選書
- 『非常事態宣言1948 在日朝鮮人を襲った闇』岩波書店 2011
- 『北朝鮮建国神話の崩壊 金日成と「特別狙撃旅団」』筑摩選書 筑摩書房 2012

### 共編著
- 『証言朝鮮人強制連行』編著 新人物往来社 1975
- 『風の慟哭 在日朝鮮人女工の生活と歴史』方鮮姫共著 田畑書店 1977
- 『日「韓」ゆ着を剥ぐ』殷宗基共著 一光社 1977
- 『「いじめ」問題の出入口 母と子のための現実常識』中京テレビ報道部共著 情報センター出版局 Century press 1984

## 参考
- 将軍様の錬金術　金賛汀著/キム・チャンジョン　紀伊國屋書店